# شيرلي باركر
شيرلي باركر (بالإنجليزية: Shirley Barker)‏ (4 أبريل 1911، فارمينغتون في الولايات المتحدة - 18 نوفمبر 1965 في الولايات المتحدة)؛ كاتِبة، أمينة مكتبة، شاعرة وروائية أمريكية.